# 1115. grenadirski polk (Wehrmacht)
1115. grenadirski polk (izvirno nemško 1115. Grenadier-Regiment; kratica 1115. GR) je bil pehotni polk Heera v času druge svetovne vojne.

## Zgodovina
Polk je bil ustanovljen 11. julija 1944 kot sestavni del 551. grenadirske divizije. 